# Orhan Eren
Orhan Eren (* 1922 in Nallıhan, Provinz Ankara; † September 2017) war ein türkischer Politiker.

## Werdegang
Eren schloss 1946 sein Studium der Rechtswissenschaften an der Universität Ankara ab. 1948 erhielt er die Zulassung als Rechtsanwalt.
Er war von 1955 bis 1957 als Nachfolger von Kemal Aygün Bürgermeister von Ankara. Von 1965 bis 1980 war er Abgeordneter in der Großen Nationalversammlung. 1979 wurde er zum Staatsminister ernannt. Vom 4. August 1980 bis zum Putsch des Militärs am 12. September 1980 war er Innenminister.

## Ehrungen
- 1957: Großes Verdienstkreuz mit Stern der Bundesrepublik Deutschland